# 동아고등학교
동아고등학교(東亞高等學校)는 대한민국 부산광역시 사하구 괴정동에 있는 사립 고등학교이다.

## 학교 연혁
- 1951년 9월 21일 : 설립인가(12학급), 초대 최연재 교장 취임
- 1989년 1월 14일 : 학교법인 동아학숙에서 동림학원으로 분리설립, 정휘위 이사장 취임
- 1998년 8월 19일 : 학급변경 인가 (주간 학년별 15학급씩 계 45학급)
- 1998년 9월 12일 : 사하구 괴정동 동매산 기슭 신축교사로 이전
- 2002년 8월 30일 : 2002년 동아고등학교 별관 준공
- 2004년 1월 13일 : 동백관(체력단련실) 개관
- 2007년 5월 14일 : 잔디구장 개장
- 2018년 3월 1일 : 고교학점제 선도학교 지정
- 2018년 9월 1일 : 석당홀 개관
- 2020년 3월 1일 : 인공지능(AI)융합 교육과정 중점학교 선정
- 2020년 7월 17일 : 동림학원 정원영 이사장 취임
- 2024년 9월 1일 : 제16대 윤윤조 교장 취임
- 2024년 12월 20일 : 제73회 졸업식(총 졸업생 46,458명)
- 2025년 3월 4일 : 2025학년도 신입생 입학(181명)

## 참고 자료
- 동아고등학교 - 한국교육학술정보원 학교알리미